# COLMO
COLMO是美的集团旗下的AI科技家电高端品牌，涵盖冰箱、吸油烟机、洗衣机、电饭煲、洗碗机以及燃气灶等家电品类。
2018年10月19日，COLMO品牌在欧洲勃朗峰全球首发。